# Vendelín Kvetan
Vendelín Kvetan (* 27. Dezember 1955) ist ein ehemaliger tschechoslowakischer Radrennfahrer und Sportlicher Leiter.

## Sportliche Laufbahn
Kvetan war Straßenradsportler. 1976 gewann er das Eintagesrennen GP ZTS Dubnica nad Váhom. Im Etappenrennen Košice–Tatry–Košice wurde er Dritter und holte einen Etappensieg. 1977 wurde er Vizemeister im Straßenrennen hinter Luděk Mráz. 1978 war er in Österreich im Rennen Wien–Rabenstein–Gresten–Wien erfolgreich.
1980 gewann er das traditionsreiche Rennen Velká Bíteš–Brno–Velká Bíteš, 1982 dann Prag–Karlovy Vary–Prag. 1982 wurde er auch Zweiter im Vasas-Cup in Ungarn.
1979 fuhr er mit der Nationalmannschaft die Polen-Rundfahrt (59. Platz), 1982 wurde er 36., 1983 60. der Gesamtwertung.

## Berufliches
Nach seiner aktiven Laufbahn war er Sportlicher Leiter bei Dukla Trencin Merida und im Radsportteam De Nardi – Pasta Montegrappa.